# Julian Bahula
Julian Bahula, né le 13 mars 1938 à Pretoria (Union d'Afrique du Sud) et mort le 1er octobre 2023, est un batteur, compositeur et chef d'orchestre sud-africain,.

## Biographie
Sebothane Julian Bahula est né à Eersterust, Pretoria. Il acquiert une réputation de batteur dans le groupe Malombo.
Il émigre en Angleterre en 1973, et forme Jabula, un groupe musical composé de musiciens sud-africains comme lui « exilés » durant l'Apartheid.

### Engagement
En 1977, Julian Bahula se produit avec Spear Mthutuzeli Dudu Pukwana (un saxophoniste, compositeur et pianiste sud-africain), pour concrétiser un autre projet avec le groupe Jazz Afrika.
Dans les années 1980, il joue avec l’ensemble Electric Dream de Dick Heckstall-Smith, un musicien de jazz et saxophoniste de blues anglais.
Julian Bahulab promeut la musique sud-africaine dans son pays d'adoption, l'Angleterre. Artisan du rythme, il reçoit chaque vendredi soir, des groupes africains sur le site «The 100 Clubs» de Londres. Il invite de nombreux musiciens, eux-aussi réfugiés politiques, et est perçu comme l'initiateur d'un changement des mentalités. 
Bahula invite des artistes tels que Fela Kuti, Miriam Makeba et Hugh Masekela qui apparaissent pour la première fois en têtes d'affiche au Royaume-Uni. 
Le 21 juillet 1979, il apparaît au festival Amandla avec Bob Marley, Dick Gregory, Patti LaBelle et Eddie Palmieri. Le concert soutient et célèbre la libération de l'Afrique australe, tout comme les efforts des habitants de Boston pour mettre fin au racisme dans leurs familles, leurs écoles, leurs lieux de travail et leurs communautés.
Avec le mouvement anti-apartheid, Bahula organise en 1983 African Sounds, un concert au Alexandra Palace afin de marquer le 65e anniversaire de Nelson Mandela : 3 000 personnes participent à cette manifestation dans le but de renforcer mondialement la cause soutenue par Mandela, ainsi que celle des prisonniers politiques.

## Distinction
En 2012, le président sud-africain, Jacob Zuma, remet à Julian Bahula les insignes de l'ordre de l'Ikhamanga échelon Or.